# ロイ・アシュトン
ロイ・アシュトン（Roy Ashton, 1909年4月17日 - 1995年1月10日）は、オーストラリアで生まれイギリスで活躍したメイクアップアーティスト、特殊メイクアーティスト、特殊効果アーティスト、テノール歌手である。特にハマー・フィルム・プロダクション製作のホラー映画で手がけたモンスターの特殊メイクによって知られ、彼のメイクアップ技術は後のディック・スミスにも影響を与えた。

## 人物
1950年代から60年代のハマー・プロ作品及び、60年代から70年代のアミカス・プロ作品で特殊メイクを手がけた。ドラキュラ伯爵、フランケンシュタインの怪物、狼男、蛇女、ゾンビ、ミイラ男、ゴーゴンといったモンスターの特殊メイクや、生きている人形の特殊効果を手がけたことで知られる。
特殊メイクを手がけるに当たって、詳細なスケッチを作成していた。大英博物館とロンドン自然史博物館で長時間かけて生物学的、病理学的な調査を行い、綿密な解剖学的研究の後に作成されたスケッチをもとに、数々の印象的なメイクアップを作り上げた。
アシュトン自身は映画製作よりもオペラの上演に情熱を抱いており、恐怖映画は好きではなかったという。本人の回想録では、世界恐慌で失業を味わった苦い経験から、安定した生活費を得るためにやむなくメイクアップの仕事をこなしたと告白していた。しかし彼が手がけたイギリスのホラー映画におけるモンスターの特殊メイクは、間違いなく映画史に残る重要な業績と評価されている。
ホラー映画の特殊メイクアーティストとして知る人ぞ知る存在であったが、死後に刊行された研究書″Greasepaint and Gore – The Hammer Monsters of Roy Ashton″で『2001年宇宙の旅』（1968）、『スター・ウォーズ』（1977）、『レイダース/失われたアーク《聖櫃》』（1981）といった大作映画のメイクアップにもクレジットなしで参加していたことが判明した。

## 略歴
1909年、西オーストラリア州メンジーズで、銀行員の父とピアニストの母のもとに生まれる。音楽と絵画を学んだ後、設計士になるが、世界恐慌によって職を失う。
1932年に職を求めてイギリスに渡り、1933年には映画会社ゴーモン・ブリティッシュに入社。ウーファ出身のドイツ人メイクアップアーティストの助手を務めた。1936年にはボリス・カーロフ主演の怪奇映画″The Man Who Changed His Mind″（1936）でメイクアップ及びヘアウィッグを担当した。
第二次世界大戦が勃発すると、王立音楽アカデミーで声楽を学びながらロンドン警視庁に勤務。軍の防諜機関にも勤務していた。1946年に除隊すると、再び音楽の道に進む。1947年にはベンジャミン・ブリテンのイングリッシュ・オペラ・グループに入団し、テノール歌手として活躍。同年にはギ・ド・モーパッサン原作、ブリテン作曲のオペラ『アルバート・ヘリング』初演でテノールのアップフォールド市長を演じている。歌手活動の傍ら、安定した生活費を確保するため映画のメイクアップの仕事も続けていた。
1954年にジーン・ケリー監督・主演のミュージカル映画『舞踏への招待』(1954)で、メイクアップアーティストのフィル・リーキーのアシスタントとなる。リーキーの紹介により、ハマー・フィルム・プロダクションに入社。ハマー・プロが怪奇映画の製作を開始すると、テレンス・フィッシャー監督による『フランケンシュタインの逆襲』（1957）及び『吸血鬼ドラキュラ』（1958）でリーキーのアシスタントを担当する。この二作のヒットにより怪奇映画のブームが起こるが、『バスカヴィル家の犬』（1959）製作中に、プロデューサーによって報酬削減を突き付けられたフィル・リーキーはこれに反発しハマー・プロを退社。こうした事情により、リーキーのアシスタントを務めていたアシュトンが『バスカヴィル家の犬』の特殊メイクを単独で手がけることになった。
『バスカヴィル家の犬』に続くフィッシャー監督の怪奇映画『不老不死の男』（1959）でも特殊メイクを担当。アシュトンが本作で手がけた特殊メイクは高く評価され、後にアメリカのディック・スミスが『小さな巨人』（1970）でダスティン・ホフマンを老けさせる特殊メイクを担当する際に、アシュトンに相談して本作の技法を取り入れたメイクアップを行った。
以降のアシュトンは、ハマー・プロの怪奇映画を中心に数多くの映画で特殊メイクを担当。ハマー・プロ作品では『ミイラの幽霊』（1959）、『吸血狼男』（1960）、『妖女ゴーゴン』（1964）、『吸血ゾンビ』（1966）、『蛇女の脅怖』（1966）、『凶人ドラキュラ』（1966）、ジョセフ・ロージー監督がハマー・プロで演出した異色SFスリラー『呪われた者たち』（1962）など数々の名作で、印象的なモンスターの特殊メイクを手がけた。特に『蛇女の脅怖』では本物のボア・コンストリクターの表皮を型どりして生々しい蛇女の顔を造形し、観客に強いインパクトを与えた。また、『吸血ゾンビ』はカラーでのゾンビの特殊メイクとしては最初期の作品であり、現在も本作でのゾンビのメイクアップは高く評価されている。
1966年の『蛇女の脅怖』を最後にハマー・プロを退社。以降のハマーでの仕事は『ハンズ・オブ・ザ・リッパー』（1971）での特殊メイクのみとなる。ハマーを離れて以降は同社のライバル社であったアミカス・プロダクションとの関係が深くなり、『テラー博士の恐怖』（1965）や『怪奇!血のしたたる家（ブラッド・ゾーン）』（1970）などで特殊メイクを手がける。『アサイラム/狂人病棟』（1972）では人形の造形も行った。
また、怪奇映画以外にも『ピンクの豹』（1964）に始まるピンク・パンサーシリーズのメイクアップに参加した。その他にもクレジットなしで『オリバー!』（1968）、『2001年宇宙の旅』（1968）、ビリー・ワイルダー監督の『シャーロック・ホームズの冒険』（1970）といった名作のメイクアップにも参加している。スチュアート・フリーボーンやハリー・フランプトンのメイクアップを手伝うケースもあり、『スター・ウォーズ』（1977）や『レイダース/失われたアーク《聖櫃》』（1982）のメイクアップにクレジットなしで参加している。
1988年に引退し、1995年に死去。享年85。
2004年にはロイ・アシュトンとフィル・リーキーの特殊メイクを取材したドキュメンタリー映画″Greasepaint and Gore″（2004）が製作された。

## 主な作品
| 公開年 | 作品名                                                | 原題                                   |
| ------ | ----------------------------------------------------- | -------------------------------------- |
| 1957年 | 『フランケンシュタインの逆襲』                        | The Curse of Frankenstein              |
| 1958年 | 『吸血鬼ドラキュラ』                                  | Dracula                                |
| 1959年 | 『バスカヴィル家の犬』                                | The Hound of the Baskervilles          |
| 1959年 | 『不老不死の男』                                      | The Man Who Could Ceat Death           |
| 1959年 | 『ミイラの幽霊』                                      | The Mummy                              |
| 1959年 | 『ボンベイの虐殺団/陰母神カーリ』                     | The Stranglers of Bombay               |
| 1960年 | 『吸血鬼ドラキュラの花嫁』                            | The Brides of Dracula                  |
| 1960年 | 『ジキル博士の二つの顔』                              | The Two Faces of Dr. Jekyll            |
| 1960年 | 『吸血狼男』                                          | The Curse of the Werewolf              |
| 1960年 | 『殺人鬼登場』                                        | Circus of Horrors                      |
| 1961年 | ″Shadow of the Cat″                                   | （日本未公開）                         |
| 1962年 | 『幽霊島』                                            | Night Creatures                        |
| 1962年 | 『血の河』                                            | The Pirates of Blood River             |
| 1962年 | 『オペラ座の怪人』                                    | The Phantom of the Opera               |
| 1962年 | 『呪われた者たち』                                    | The Damned                             |
| 1962年 | ″Paranoiac!″                                          | （日本未公開）                         |
| 1963年 | 『吸血鬼の接吻』                                      | Kiss of the Vampire                    |
| 1963年 | 『惨殺!』                                             | Maniac                                 |
| 1963年 | 『戦慄の殺人屋敷』                                    | The Old Dark House                     |
| 1964年 | 『ピンクの豹』                                        | The Pink Panther                       |
| 1964年 | 『恐怖の牝獣』                                        | Nightmare                              |
| 1964年 | 『フランケンシュタインの怒り』                        | The Evil of Frankenstein               |
| 1964年 | 『妖女ゴーゴン』                                      | The Gorgon                             |
| 1964年 | 『怪人ミイラ男』                                      | The Curse of the Mummy's Tomb          |
| 1964年 | 『海賊船悪魔号』                                      | The Devil-Ship Pirates                 |
| 1965年 | 『テラー博士の恐怖』                                  | Dr. Terror's House of Horrors          |
| 1965年 | 『がい骨』                                            | Skull                                  |
| 1965年 | 『炎の女』                                            | She                                    |
| 1965年 | ″Fanatic (Die! Die! My Darling!)″                     | （日本未公開）                         |
| 1965年 | ″Hysteria″                                            | （日本未公開）                         |
| 1965年 | ″The Secret of the Blood Island″                      | （日本未公開）                         |
| 1966年 | 『吸血ゾンビ』                                        | The Plague of the Zombies              |
| 1966年 | 『凶人ドラキュラ』                                    | Dracula: Prince of Darkness            |
| 1966年 | 『蛇女の脅怖』                                        | The Reptile                            |
| 1966年 | 『白夜の陰獣』                                        | Rasputin: The Mad Monk                 |
| 1967年 | 『残酷の沼』                                          | Torture Garden                         |
| 1967年 | 『恐怖の昆虫殺人』                                    | The Deadly Bees                        |
| 1968年 | 『オリバー!』                                         | Oliver!                                |
| 1968年 | 『2001年宇宙の旅』                                    | 2001: A Space Odyssey                  |
| 1968年 | 『悪魔の花嫁』                                        | The Devil Rides Out                    |
| 1970年 | 『怪奇!血のしたたる家（ブラッド・ゾーン）』           | The House That Dripped Blood           |
| 1970年 | 『シャーロック・ホームズの冒険』                      | The Private Life of Sherlock Holmes    |
| 1971年 | 『肉体の悪魔』                                        | The Devils                             |
| 1971年 | 『ハンズ・オブ・ザ・リッパー』                        | The Hands of the Ripper                |
| 1971年 | 『スコットランドは死なず/戦場をかけぬけた熱き男たち』 | Kidnapped                              |
| 1972年 | 『アサイラム/狂人病棟』                               | Asylum                                 |
| 1972年 | 『魔界からの招待状』                                  | Tales from the Crypt                   |
| 1973年 | 『ゾンビ襲来』                                        | The Creeping Flesh                     |
| 1973年 | 『墓場にて魔界への招待・そこは地獄の始発駅』          | Vault of Horror                        |
| 1973年 | 『真説フランケンシュタイン』                          | Frankenstein: The True Story           |
| 1973年 | 『追跡ダイヤ泥棒』                                    | Diamonds on Wheels                     |
| 1974年 | 『人狼伝説/スリラー・ゲーム』                         | The Beast Must Die                     |
| 1974年 | 『猫と血のレクイエム』                                | Persecution                            |
| 1974年 | 『ディズニーランド』                                  | Disneyland                             |
| 1975年 | 『ピンク・パンサー2』                                 | The Return of the Pink Panther         |
| 1975年 | 『ブラッディ/ドクター・ローレンスの悲劇』             | The Ghoul                              |
| 1976年 | 『ピンク・パンサー3』                                 | The Pink Panther Strikes Again         |
| 1976年 | 『暗闇からの脱出』                                    | I'm Dancing as I Can                   |
| 1977年 | 『スター・ウォーズ』                                  | Star Wars                              |
| 1977年 | 『キャンドルシュー/セント・エドモンドの秘宝』         | Candleshoe                             |
| 1978年 | 『フラッシュ・ゴードン』                              | Flash Gordon                           |
| 1980年 | 『リトル・プリンス』                                  | Little Lord Fauntleroy                 |
| 1981年 | 『レイダース/失われたアーク《聖櫃》』                 | Raiders of the Lost Ark                |
| 1981年 | ″Monster Club″                                        | （日本未公開）                         |
| 1984年 | 『シャーロック・ホームズ/死の仮面』                   | Sherlock Holmes and The Masks of Death |
| 1984年 | 『殺し屋たちの挽歌』                                  | The Hit                                |
| 1985年 | 『或る殺人』                                          | Murder Elite                           |
| 1988年 | 『戦争と追憶』                                        | War and Remembrance                    |

## ディスコグラフィ
- 歌劇『アルバート・ヘリング』 Albert Herring

ベンジャミン・ブリテン作曲
ベンジャミン・ブリテン指揮、1949年9月15日録音。
出演：ジョーン・クロス（ソプラノ）、グラディス・パー（コントラルト）、マーガレット・リッチー（ソプラノ）、オタカール・クラウス（バリトン）、ロイ・アシュトン（テノール）、ノーマン・ラムズデン（バス）、デニス・ダウリング（バリトン）、ピーター・ピアーズ（テノール）